# KUD dr Vinko Žganec Vratišinec
KUD "dr. Vinko Žganec" je kulturno umjetničko društvo iz Vratišinca. Osnovano je 13. siječnja 1970. godine, na inicijativu Komisije za prosvjetu, kulturu i fizičku kulturu Mjesne zajednice Vratišinec.  Suosnivač i dugogodišnji tajnik i predsjednik je Antun Bukovec.
Nekoliko mjeseci kasnije, društvo je preimenovano u  "Kulturno umjetničko društvo dr. Vinko Žganec" Vratišinec. 